# Sebastian Loth

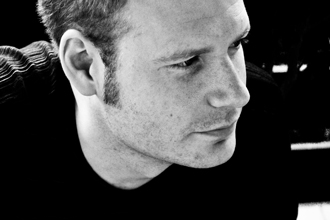
Sebastian Loth (2011)

Sebastian Loth (* November 1975 in Brühl) ist ein deutscher Autor und Illustrator.

## Biografie
Sebastian Loth erlernte einen kaufmännischen Beruf. Seit 2008 arbeitet er freiberuflich als Autor und Illustrator. Er lebt zwischen Köln und Bonn. Im Jahre 2010 erschien sein erstes Bilderbuch Jolante sucht Crisula. Seine Bilderbücher wurden in verschiedene Sprachen übersetzt, unter anderem ins Englische, Französische, Finnische, Chinesische, Koreanische und Persische.

## Veröffentlichungen
Hörspiel
- Die Suche nach dem Sternenstaub – Sebastian Loth – Hörspiel CD (2002) – TANK 2002 (LC01948)

Geschenkbücher
- Mit dir ist alles doppelt schön – Christian Weiss | Sebastian Loth (Illustration) – Herder Verlag (07|2008) ISBN 978-3-451-29920-9
- Zeit zum Abheben – Sebastian Loth – Herder Verlag (02|2009) ISBN 978-3-451-30178-0
- Zu zweit geht alles besser – Christian Weiss | Sebastian Loth (Illustration) – Herder Verlag (01|2010) ISBN 978-3-451-30288-6
- Josefine – Sebastian Loth – Lappan Verlag (06|2015) ISBN 978-3-8303-6255-5

Bilderbücher
- Jolante sucht Crisula – Die Geschichte einer unendlichen Freundschaft – Sebastian Loth – NordSüd Verlag (02|2010) ISBN 978-3-314-01746-9
- Mirabel findet das Glück – Sebastian Loth – NordSüd Verlag (02|2011) ISBN 978-3-314-01770-4
- Gans anders – Sebastian Loth – NordSüd Verlag (02|2012) ISBN 978-3-314-10072-7
- Der Fuchs, der keine Gänse beißen wollte – Sebastian Loth – Lappan Verlag (07|2015) ISBN 978-3-8303-1237-6
- Schlaf gut, dicker Kuss, kleines Hippopotamus – Sebastian Loth – Coppenrath Verlag (08|2017) ISBN 978-3-649-62501-8
- Die Maus im Mond – Sebastian Loth – Coppenrath Verlag (2021) ISBN 978-3-649-63752-3

Covergestaltung
- 333 Witze für Erstleser – Coppenrath Verlag (01|2019) ISBN 978-3-649-63155-2

## Auszeichnungen
- Jolante sucht Crisula
  - Kinder- und Jugendbuchliste (Radio Bremen|SR) im Frühjahr 2010 (Bilderbuch)[1]
  - Schweizer Chartplatzierung (Sparte Bücher/Kinder- und Jugendbücher) Platz 7 (1 Woche) am 28. April 2010
  - 2010 Best Children's Books: Picture Books von Kirkus Reviews (USA)[2]
  - Französischen Buchpreis les incorruptibles (Nominierung)[3]

- Mirabel findet das Glück
  - Kinder- und Jugendbuchliste (Radio Bremen|SR) im Sommer 2011 (Bilderbuch)[4]
  - Französischen Buchpreis les incorruptibles (Nominierung)[5]

- Zwei schwarze Vögel (Manuskript)
  - Finalistenausstellung 2015 – DER MEEFISCH – Marktheidenfelder Preis für Bilderbuchillustration (Midissage am 5. Dezember 2015)[6]

## Ausstellungen
- Der Fuchs, der keine Gänse beißen wollte
  - Ich sehe was, was du gleich liest – Illustrationen aus Kinderbüchern – Frauenmuseum Bonn (7. Oktober – 4. November 2018)[7]

## Vertonungen
- Die Suche nach dem Sternenstaub
  - Lesung – Sendung: DeutschlandRadio Berlin | 24. Dezember 2002
- Jolante sucht Crisula
  - Hörspiel – Sendung: WDR 5 Bärenbude "Das klingende Bilderbuch" | 24. November 2010[8] | Wiederholung 15. Januar 2014

## Fremdsprachige Veröffentlichungen (Auszug)
- Jolante sucht Crisula
  - Lucie est partie – Französisch – ISBN 978-3-314-20027-4
  - Lucie est partie (Sonderauflage: Les Incorruptibles) – Französisch – ISBN 978-2-7511-0353-7
  - Lucie est partie (Mijade) – Französisch – ISBN 978-2-8311-0068-5
  - Lucie est partie (Taschenbuch) – Französisch – ISBN 978-2-87142-785-8
  - Remebering Crystal – Englisch – ISBN 978-0-7358-2300-6
  - Μα που πήγε η Χρυσούλα – Griechisch – ISBN 978-960-86307-5-8
  - もうなかないよ, クリズラ – Japanisch – ISBN 978-4-572-00381-2
  - 妞妞找苏苏 – Chinesisch – ISBN 978-7-541-75113-4
  - یولانته در جست و جوی کریسول – Persisch – ISBN 978-9-640-72013-4
  - Lembrando de Zaza – Portugiesisch – ISBN 978-6-58695906-2.

- Mirabel findet das Glück
  - Milo veut décrocher la lune – Französisch – ISBN 978-2-8311-0005-0
  - Milo veut décrocher la lune (Taschenbuch / Les Incorruptibles) – Französisch – ISBN 978-2-7511-0409-1
  - Clementine – Englisch – ISBN 978-0-7358-4009-6
  - Mirabelin uskomaton löytö – Finnisch – ISBN 978-951-627-874-5
  - 행복을 찾은 자두 – Koreanisch – ISBN 978-89-535-8297-2
  - 追尋幸福的蝸牛 – Chinesisch – ISBN 978-7-5417-4998-8

- Gans anders
  - Est-ce bien toi, Petit Oie? – Französisch – ISBN 978-2-8311-0050-0
  - Zelda the Varigoose – Englisch – ISBN 978-0-7358-4076-8
  - In'auca tut autra – Rätoromanisch – ISBN 978-3-03900-089-0
  - 꿈꾸는 거위 – Koreanisch – ISBN 978-89-6749-080-5

- Josefine
  - Josefina – Spanisch – ISBN 978-84-16773-03-9
  - Josefina – Katalanisch – ISBN 978-84-16773-15-2